# Kirysek karłowaty
Kirysek karłowaty (Gastrodermus pygmaeus) – gatunek słodkowodnej ryby sumokształtnej z rodziny kiryskowatych (Callichthyidae). 

## Opis
Małych rozmiarów kiryski mierzące 2-3 cm długości. Ciało podłużne, o srebrzystej barwie z wyjątkiem jego górnej części, która jest szara. Pyszczek bardzo krótki, zaokrąglony. Wzdłuż linii bocznej od pyszczka po nasadę ogona ciągnie się pozioma czarna pręga. Druga, mniejsza czarna smuga biegnie w dolnej części ciała, od płetw brzusznych ponownie do nasady ogona, choć może zanikać przy płetwie odbytowej. Samice nieco większe i szersze od samców. 

## Biologia
Kiryski te zamieszkują małe dorzecza i strumyki. Żyją w dużych ławicach, głównie w obrębie gęstej roślinności rosnącej wzdłuż brzegu lub zatopionych korzeni drzew. Ich pożywienie stanowią małe stawonogi wodne oraz resztki roślinne odnalezione w trakcie przegrzebywania podłoża swoimi wąsikami. Preferują wody o odczynie w zakresie 6,0–8,0 pH, twardości 2–25 °n i temperaturze 22–26 °C. Składają ikrę na liściach roślin i pozostawiają ją bez opieki. Samice trzymają 2–4 jaja pomiędzy płetwami brzusznymi, gdzie samiec zapładnia je przez około 30 sekund. Dopiero wtedy samica płynie do odpowiedniego punktu, gdzie przytwierdza bardzo lepkie jaja. Para powtarza ten proces aż około 100 jaj zostaje zapłodnionych i przytwierdzonych. 

## Występowanie
Gatunek spotykany w dorzeczach rzeki Madeiry w Brazylii. 

## W akwarium

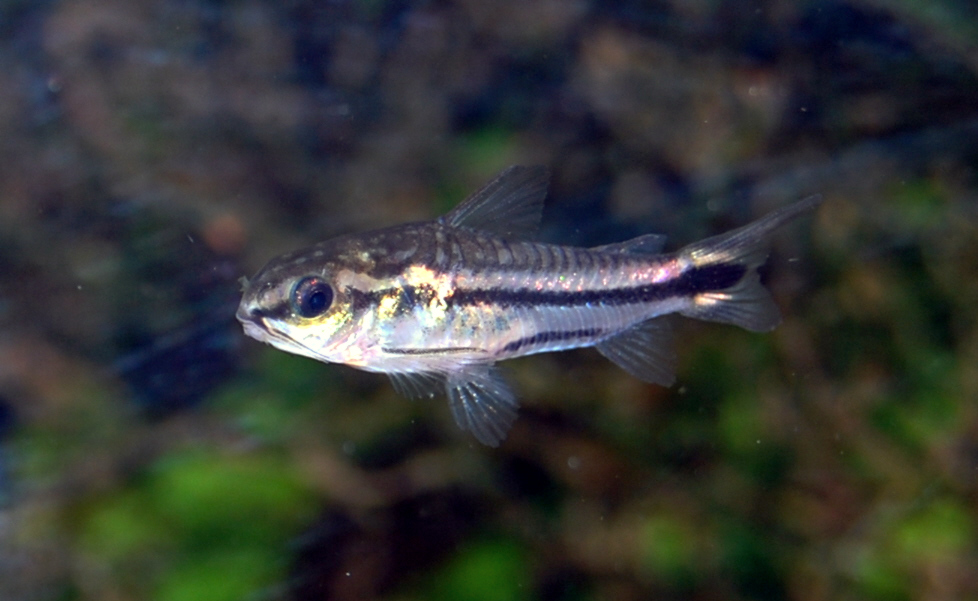
W toni

Ryba o spokojnym usposobieniu, nadająca się do akwarium wielogatunkowego, zamieszkałego przez inne gatunki o podobnych rozmiarach i wymaganiach, jak małe kąsaczowate, karpiowate czy pielęgnicowate (np. te z rodzaju Apistogramma). Z uwagi na ławicowość suma, w zbiorniku należy trzymać najlepiej niemniej niż 10 osobników. Kiryski te najczęściej zajmują środkową partię akwarium, aktywnie pływając w toni. Z racji tego, należy pamiętać o zachowaniu odpowiednio dużej wolnej przestrzeni do pływania w trakcie aranżacji zbiornika.